# John Mahoney
John Mahoney (født 20. juni 1940, død 4. februar 2018) var en engelsk skuespiller, som bedst kendes som Martin Crane i serien Frasier.